# Charaxes nyikensis
Charaxes nyikensis är en fjärilsart som beskrevs av Van Someren 1966. Charaxes nyikensis ingår i släktet Charaxes och familjen praktfjärilar. Inga underarter finns listade i Catalogue of Life.